# Maria Bal

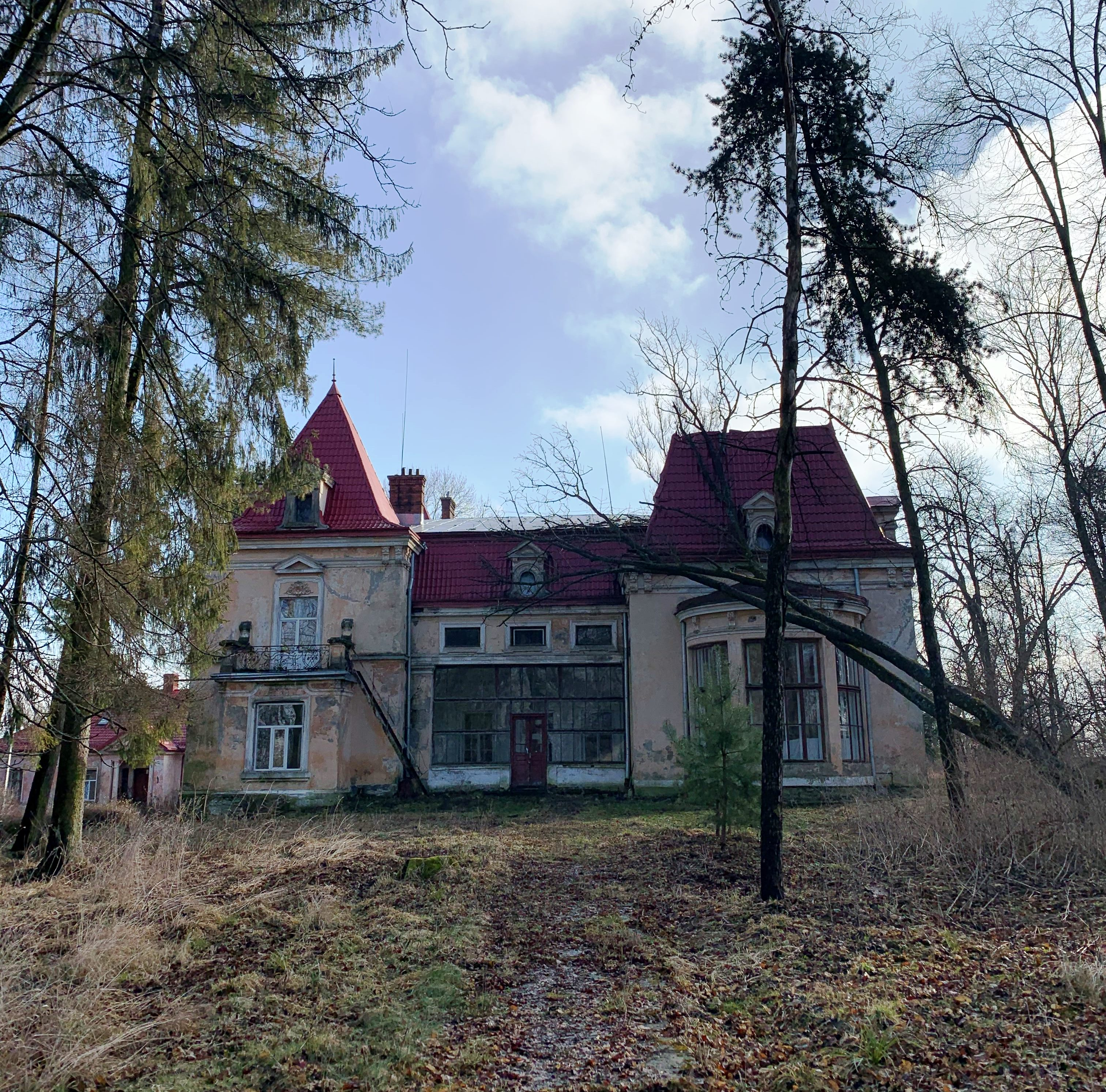
Pałac Balów w Tuligłowach, w którym mieszkali Maria i Stanisław Balowie

Maria Kinga Bal (Balowa), właśc. Jadwiga Maria Bal z domu Brunicka (ur. 26 lipca 1879 w Zaleszczykach, zm. 3 stycznia 1955 w Krakowie) – polska ziemianka oraz wieloletnia muza malarza Jacka Malczewskiego. 

## Życiorys

### Wczesne lata
Urodziła się 26 lipca 1879 roku na Kresach w rodzinnym dworze w Zaleszczykach (obecnie Ukraina), jako córka barona Seweryna Brunickiego i Jadwigi z Zagórskich herbu Ostoja. Jako młoda dziewczyna interesowała się teozofią, ceniła malarstwo, dużo czytała oraz wolała żeby nazywać ją Kingą. 
W 1898 roku wyszła za mąż, za starszego o dziewięć lat bogatego ziemianina Stanisława Bala (1870–1947), właściciela pałacu w Tuligłowach pod Lwowem. Mieli dwie córki: Helenę Marię (1904–1996) i Kingę Marię.

### Muza Malczewskiego
Słynąca z urody Maria Bal była ozdobą salonów – uwielbiała bywać, nie stroniąc od flirtów. Kiedy poznała Jacka Malczewskiego około 1900 roku, była młodą mężatką. Malarz był od niej dwa razy starszy. W kręgach towarzyskich Krakowa i Lwowa szybko rozeszła się wieść, że Kinia Bal jest kochanką Malczewskiego. Widywali się w zaprzyjaźnionych domach, zachowując pozory i ostrożność ale wokół ich romansu panowała zmowa milczenia. Malarz w obrazach, szkicownikach oraz poezji nie ukrywał swojej fascynacji (zachowała się m.in. setka listów miłosnych Marii do Malczewskiego). Kochanka jego listy prawdopodobnie zniszczyła. Na obrazach Malczewskiego zwykle była uosobieniem spokoju, zmysłowości, rzadziej harpią czy chimerą. Maria zakończyła definitywnie związek z Malczewskim pod koniec 1913 roku.
Maria Bal zmarła 1 stycznia 1955 roku w Krakowie, w wieku 75 lat. Została pochowana na cmentarzu Rakowickim w Krakowie.

## Galeria

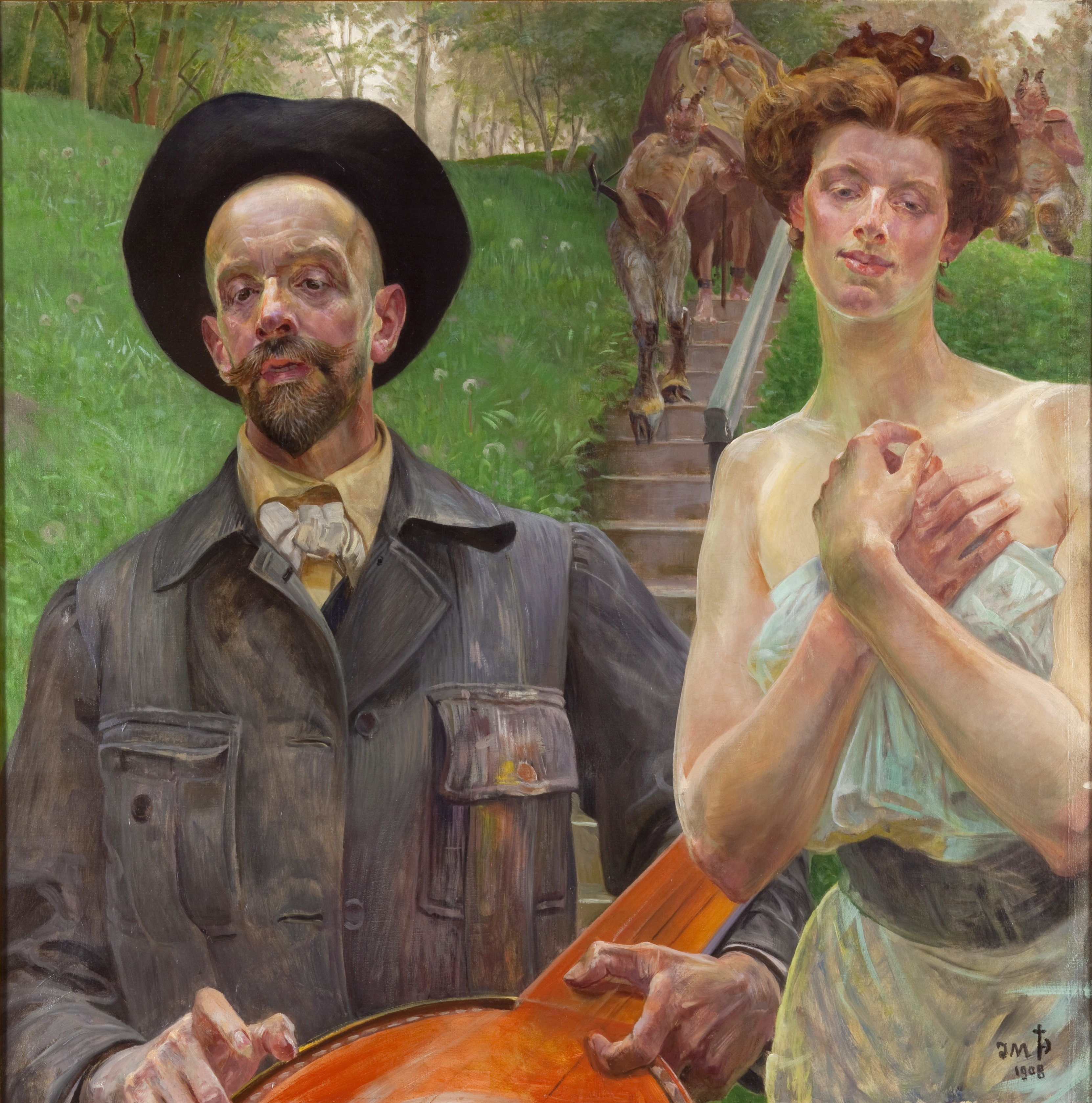
Jacek Malczewski, Autoportret z muzą, Muzeum im. Jacka Malczewskiego w Radomiu
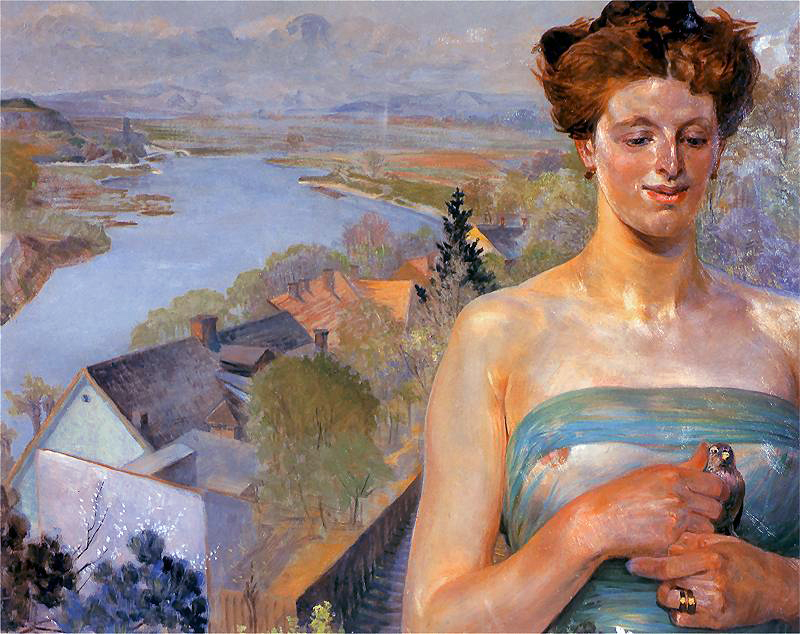
Jacek Malczewski, Wiosna, kolekcja prywatna
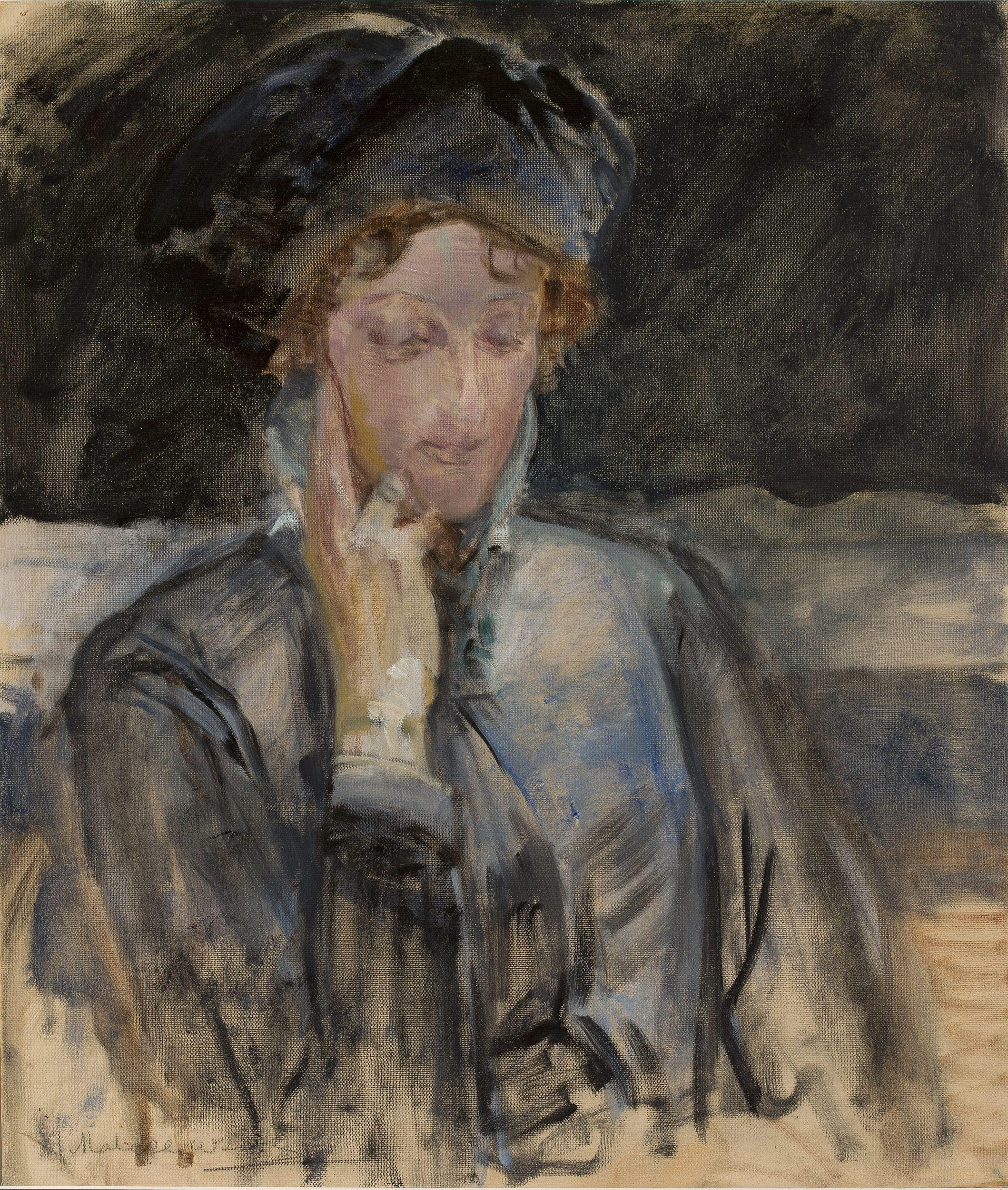
Jacek Malczewski, Portret Marii Balowej, Muzeum Narodowe w Warszawie
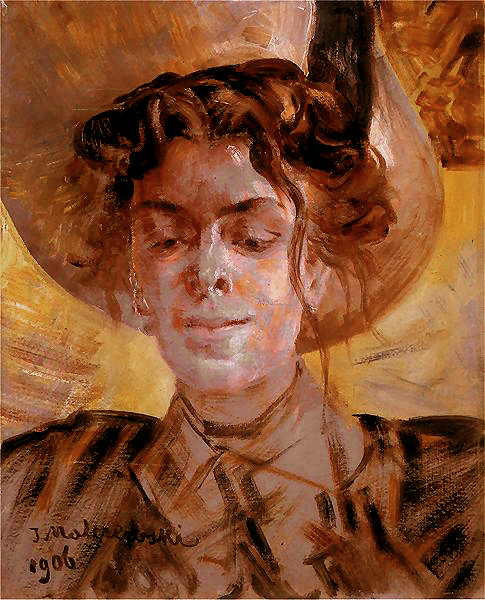
Jacek Malczewski, Portret Marii Balowej, Galeria Rogalińska Edwarda Aleksandra Raczyńskiego
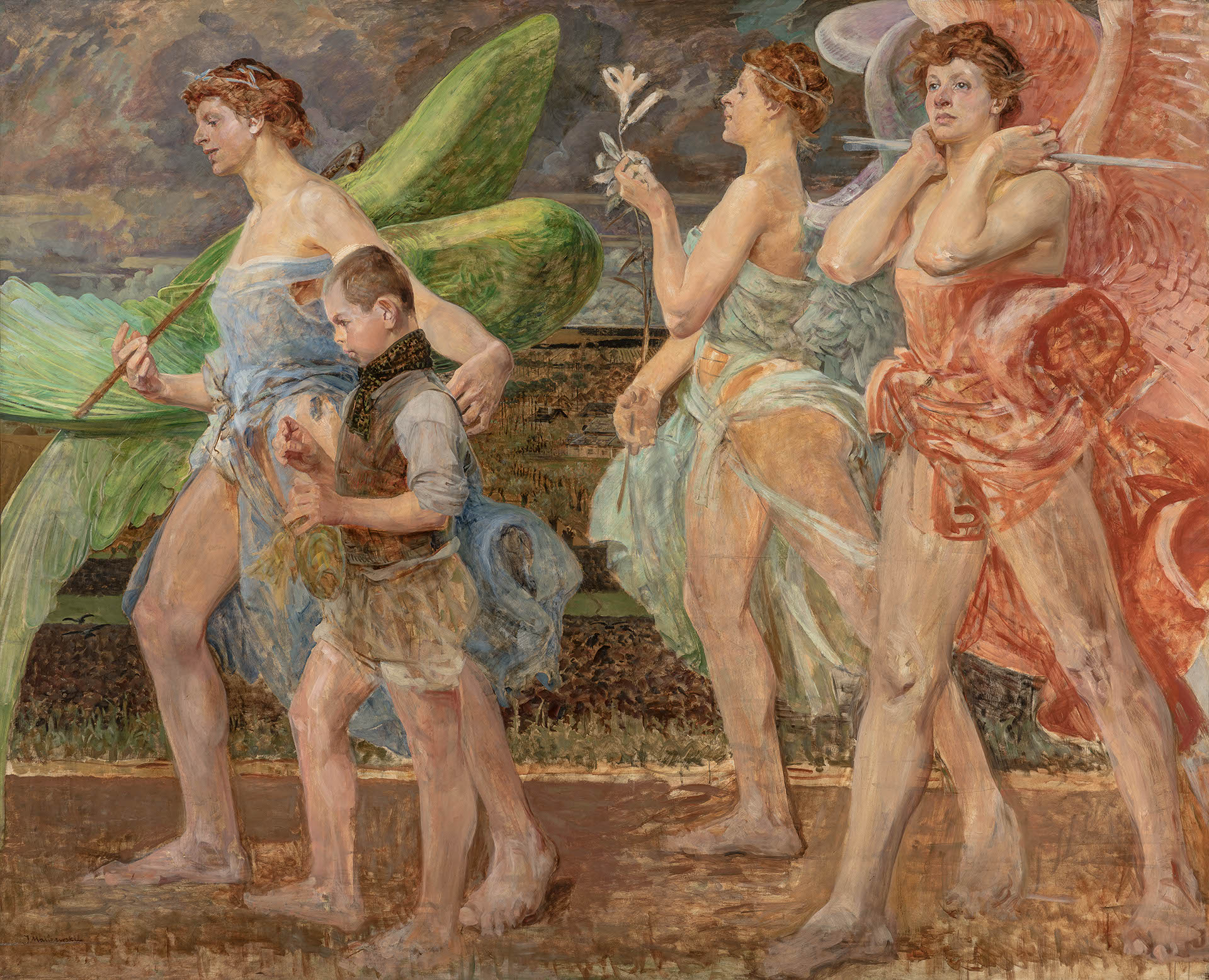
Jacek Malczewski, Tobiasz z aniołami, Muzeum Śląskie w Katowicach